# Алерак (Дром)
Алерак (фр. Aleyrac) насеље је и општина у источној Француској у региону Рона-Алпи, у департману Дром која припада префектури Валанс.
По подацима из 2011. године у општини је живело 51 становника, а густина насељености је износила 7,67 становника/km². Општина се простире на површини од 6,65 km². Налази се на средњој надморској висини од 448 метара (максималној 571 m, а минималној 318 m).

## Демографија
| 1962. | 1968. | 1975. | 1982. | 1990. | 1999. | 2011. |
| ----- | ----- | ----- | ----- | ----- | ----- | ----- |
| 30    | 32    | 33    | 29    | 39    | 45    | 51    |

График промене броја становника у току последњих година